# 289 a. C.
El año 289 a. C. fue un año del calendario romano prejuliano. En el Imperio romano se conocía como el Año 465 Ab urbe condita. 

## Acontecimientos
Sicilia
- El tirano de Siracusa, Agatocles, muere después de restaurar la democracia siracusana en su lecho de muerte, afirmando que no quiere que sus hijos lo sucedan como reyes. Sin embargo, la disensión resultante entre su familia sobre la sucesión lleva a una renovación del poder cartaginés en Sicilia.

## Fallecimientos
- Agatocles, tirano de Siracusa (n. 361 a. C.)
- Mencio, filósofo chino (n. 370 a. C.)